# Trường Đại học Sân khấu – Điện ảnh Hà Nội
 Trường Đại học Sân khấu và Điện ảnh Hà Nội là một trường đại học được thành lập ngày 17 tháng 12 năm 1980, trụ sở của trường được đặt tại phường Mai Dịch, quận Cầu Giấy, thành phố Hà Nội.
Trường là một trong những đại học lâu đời ở Việt Nam, chịu trách nhiệm trong việc đào tạo và bồi dưỡng những học viên có năng khiếu trong các lĩnh vực như: Sáng tác (nhạc, văn học), Biểu diễn, Nghiên cứu, Lý luận - Phê bình, Kinh tế - Kỹ thuật và Công nghệ của các ngành nghệ thuật Sân khấu, Điện ảnh và Truyền hình.

## Lịch sử
Trường Đại học Sân khấu – Điện ảnh Hà Nội tiền thân là Trường Ca kịch Dân tộc được thành lập năm 1959. Đến Ngày 17/12/1980, Hội đồng Chính phủ đã ra Quyết định số 372/CP, thành lập trường Đại học Sân khấu – Điện ảnh Hà Nội trên cơ sở sáp nhập 2 trường Trung cấp Nghệ thuật Sân khấu Việt Nam và Trường Điện ảnh Việt Nam (đều thành lập năm 1959).

## Các khoa
- Khoa Kịch hát dân tộc;
- Khoa Công nghệ Điện ảnh - Truyền hình;
- Khoa Mác - Lênin và Kiến thức cơ bản;
- Khoa Múa;
- Khoa Nghệ thuật Điện ảnh;
- Khoa Nhiếp ảnh;
- Khoa Sân khấu;
- Khoa Tại chức;
- Khoa Thiết Kế Mỹ thuật;
- Khoa Truyền hình.

## Các ngành đào tạo
| Mã ngành                         | Tên ngành học                                     | Khối thi |
| Điện ảnh                         | Điện ảnh                                          | Điện ảnh |
| -------------------------------- | ------------------------------------------------- | -------- |
| 901                              | Đạo diễn điện ảnh                                 | S        |
| 902                              | Quay phim điện ảnh                                | S        |
| 903                              | Lý luận phê bình điện ảnh                         | S        |
| 904                              | Biên kịch điện ảnh                                | S        |
| Nhiếp ảnh                        |                                                   |          |
| Sân khấu                         |                                                   |          |
| 907                              | Diễn viên sân khấu điện ảnh                       | S        |
| Kịch hát dân tộc                 |                                                   |          |
| 909                              | Diễn viên cải lương                               | S        |
| 910                              | Diễn viên chèo                                    | S        |
| Thiết kế mỹ thuật                |                                                   |          |
| 912                              | Thiết kế mỹ thuật (Sân khấu, Điện ảnh, Hoạt hình) | S        |
| 913                              | Thiết kế trang phục Nghệ thuật                    | S        |
| Truyền hình                      |                                                   |          |
| 914                              | Đạo diễn truyền hình                              | S        |
| 915                              | Quay phim truyền hình                             | S        |
| 916                              | Biên tập truyền hình                              | S        |
| Múa                              |                                                   |          |
| 917                              | Biên đạo múa                                      | S        |
| 918                              | Huấn luyện múa                                    | S        |
| Công nghệ Điện ảnh - Truyền hình |                                                   |          |
| 101                              | Công nghệ dựng phim                               | S1       |
| 102                              | Âm thanh Điện ảnh - Truyền hình                   | S1       |

## Thành tích
Với hơn 30 năm thành lập và phát triển, Trường đã đào tạo ra nhiều những cán bộ quản lý, những diễn viên tài năng, nhiều người trong số họ đã được phong tặng danh hiệu Nghệ sĩ nhân dân, Nghệ sĩ ưu tú, đạt được thành tích cao trong các kỳ Hội diễn sân khấu, Liên hoan phim quốc gia và quốc tế... Trường đã được Đảng và Nhà nước Việt Nam trao tặng nhiều danh hiệu như:
- Huân chương Lao động hạng Ba;
- Huân chương Lao động hạng Nhất (nhân dịp kỷ niệm 25 năm thành lập Trường);
- Bằng khen và Cờ thi đua của UBND thành phố Hà Nội;
- Cờ đơn vị tiên tiến của Công an thành phố Hà Nội;
- Cờ thi đua xuất sắc của Bộ Văn hóa - Thông tin;
- Cờ thi đua của Chính phủ;
- Cờ đơn vị Quyết thắng.